# Lucía Rodríguez Montero
Lucía Rodríguez Montero (26 de julio de 1998) es una deportista olímpica de España que compite en atletismo. Ganó una medalla de plata en el Campeonato Europeo de Atletismo por Equipos de 2021, en la prueba de 3000 m.